# Taifa di Murcia
La Taifa di Murcia (in arabo طائفة مرسية‎?) era un regno Andaluso Islamico taifa situato nell'attuale Spagna meridionale. Divenne indipendente come taifa centrata sulla città moresca di Murcia dopo la caduta degli Omayyadi del Califfato di Cordova (XI secolo). La Taifa moresca di Murcia comprendeva anche Albacete e parte di Almería.
La taifa fu veramente indipendente per cinque periodi distinti: dal 1012 al 1014, dal 1065 al 1078, nel 1145, dal 1147 al 1172 e infine dal 1228 al 1266 quando fu annessa dalla Castiglia, diventando il Regno di Murcia, uno dei regni costituenti della Corona di Castiglia

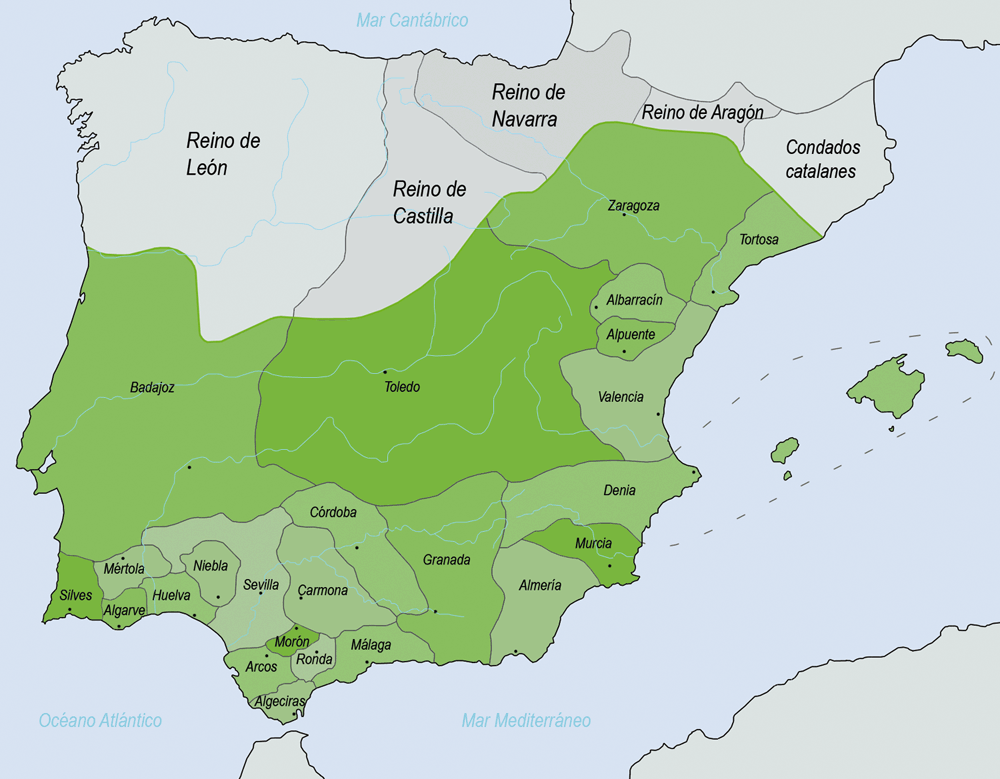
Taifa di Murcia nel 1031 a nord della Taifa di Almería

Taifa di Murcia nel 1038 incorporata nella Taifa di Valencia

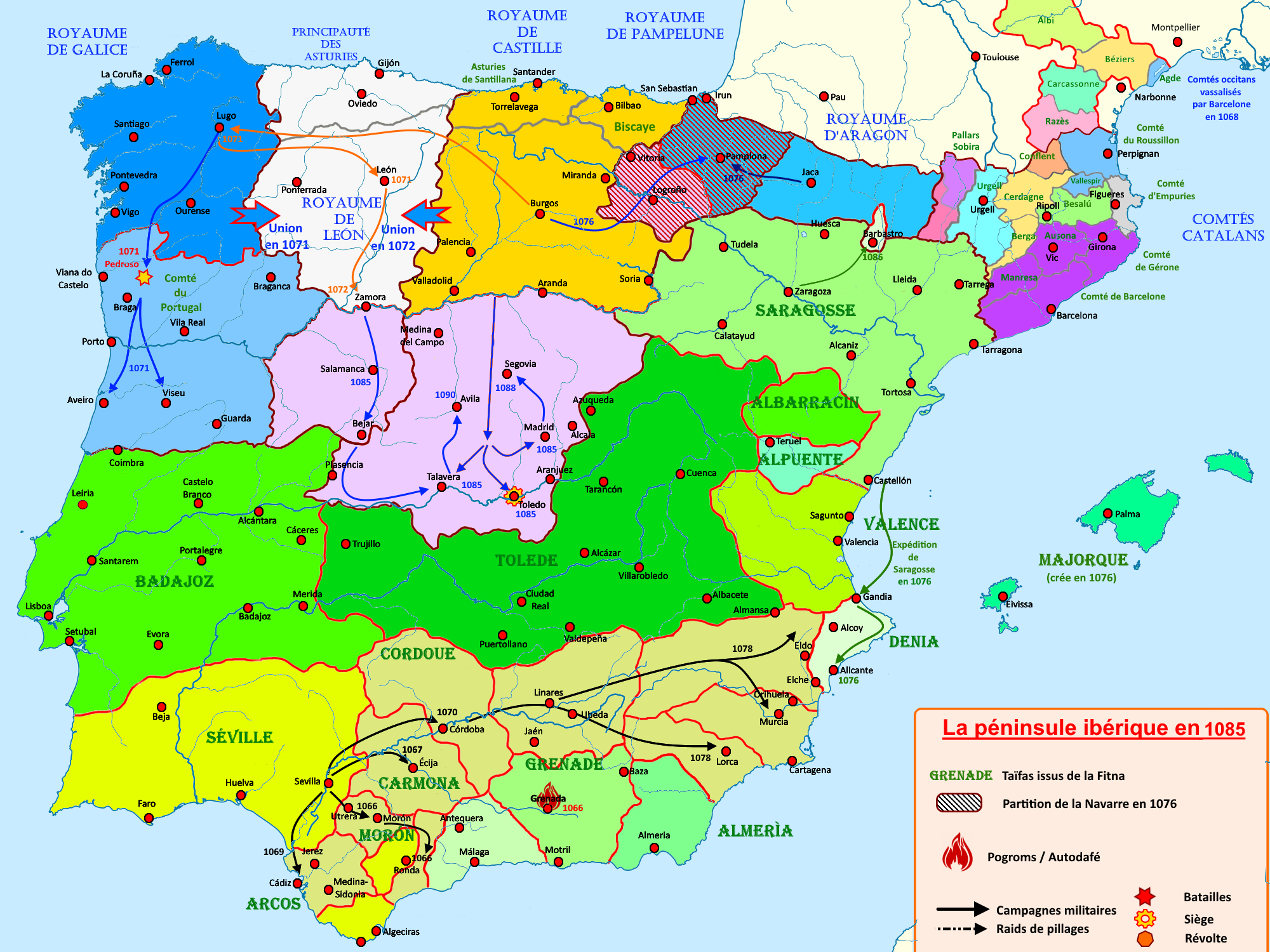
Taifa di Murcia nel 1085 incorporata nella Taifa di Siviglia

Massima estensione dei domini di Ibn Mardanís e i suoi alleati, nel 1160.

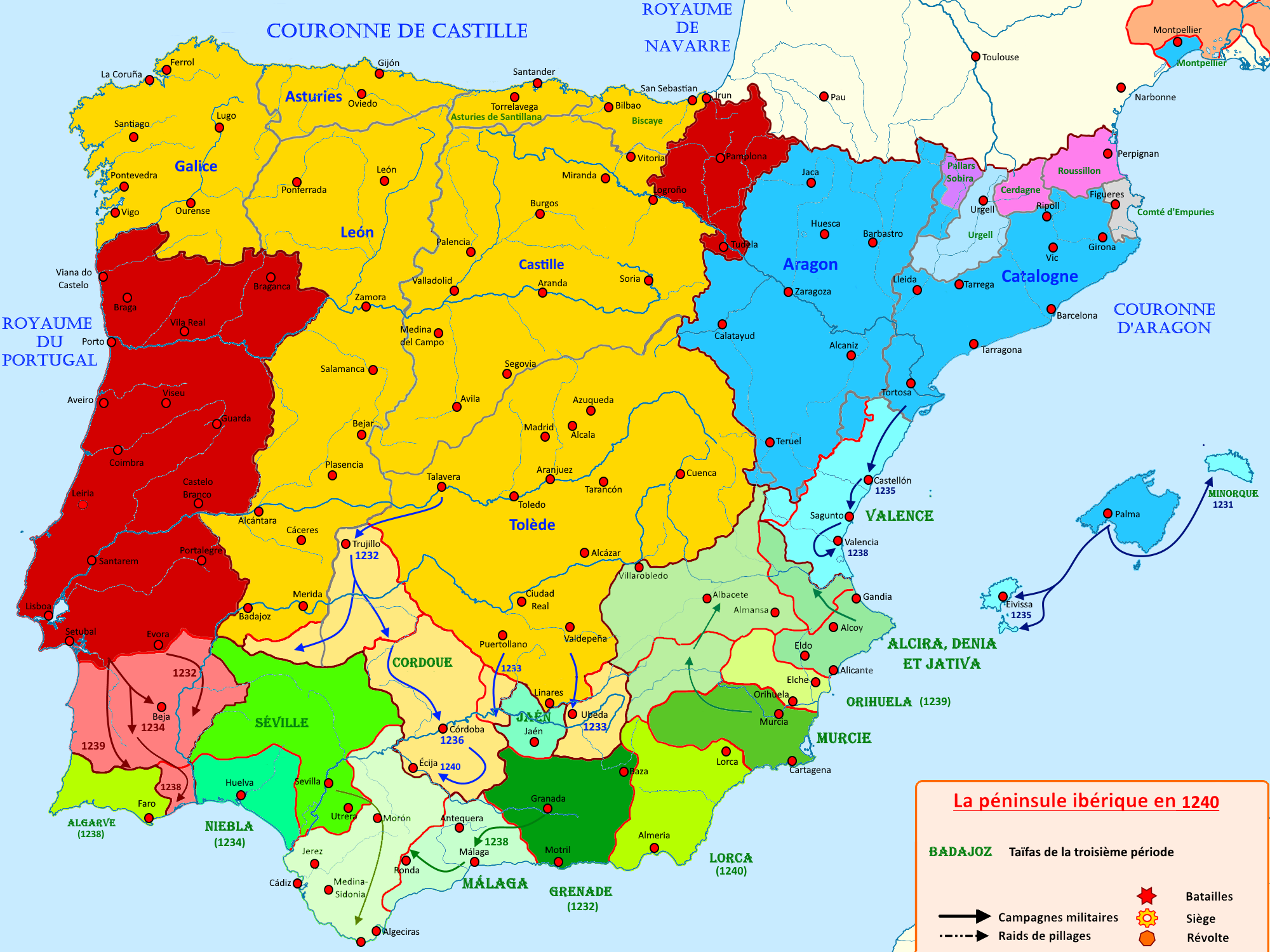
Taifa di Murcia, nel 1240.

## Storia
Già nel 713, come riporta il Muslim Spain and Portugal: A Political History of al-Andalus, gli invasori arabi, per la fertilità e la possibilità di irrigazione del terreno, si installarono nella cora de Tudmir e circa un solo dopo, secondo la Historia de la Región de Murcia, l'Emiro omayyade di al-Andalus, Abd al-Rahman II ibn al-Hakam, nell'825, fondò Medinat Mursiya, l'odierna Murcia detta anche Tudmir.
La Taifa di Murcia nacque nel periodo iniziale della fitna di al-Andalus, descritta dallo storico Rafael Altamira, quando, come riporta La web de las biografias, Jayran, un eunuco, che come riporta la The History Of The Mohammedan Dynasties In Spain Vol II, con Almanzor era stato governatore di Almeria, tra il 1012 ed il 1013, occupò la cora de Tudmir, proclamandosi indipendente dal califfato di Cordova.

Nel luglio 1014 Jayrán assediò Almería, la conquistò e uccise l'emiro Aftah e tutta la sua famiglia. Anche la Histoire des Almohades / d'Abd el- Wâh'id Merrâkechi, riporta che Jayrán fu re della Taifa di Almería.

Jayrán a Murcia aveva lasciato un governatore, Zuhayr, che, nel 1028, alla morte di Jayran, divenne re di Alicante e nominò governatore di Murcia, Abú Bakr Ahmed ibn Tahir.

Nel 1037, Zuhaír venne sconfitto da Badis ibn Habbus, Re della taifa di Granada e, durante la battaglia, perse la vita.
Nel 1038, durante il governatorato di Abú Bakr Ahmed ibn Tahir, Murcia e Almería furono conquistate da Abd al-Aziz ibn Abd al-Rahman ''Sanchuelo'', Re della taifa di Valencia e nipote di Almanzor, che mantenne Abú Bakr governatore di Murcia, mentre nominò governatore di Almería suo genero, Ma'n ben Muhammad, il quale si rese indipendente nel 1044, inaugurando un nuovo periodo di Taifa sotto il dominio della dinastia dei Banu Sumadih, come riporta il Ibn Khallikan's Biographical dictionary, v.3.

Abú Bakr Ahmed governò Murcia rimanendo sempre alleato di Abd al-Aziz e quando morì, nel 1063, gli succedette il figlio, Muhammad ibn Ahmed.
Muhammad ibn Ahmed continuò a governare come alleato di Abd al-Aziz, ma quando quest'ultimo, nel 1065, venne spodestato dal suocero, emiro di Toledo, si rese indipendente e divenne emiro di Murcia; fu emiro sino a che l'emiro di Siviglia, Muhammad al-Muʿtamid, dopo aver conquistato le taife dell'Andalusia si rivolse contro Murcia e lo spodestò; anche la The History Of The Mohammedan Dynasties In Spain Vol II riporta che la famiglia dei Beni Tahir governò Murcia sino a che Muhammad al-Muʿtamid di Siviglia, nel 1078, li spodestò.

Muhammad ibn Ahmed, dopo essere stato sconfitto trovò rifugio a Valencia dove morì, nel 1114.
Muhammad al-Muʿtamid di Siviglia governò anche Murcia, ma dopo che il Re di Castiglia Alfonso VI aveva conquistato Toledo, i Re delle Taifa di Granada, Siviglia e Badajoz cercarono l'aiuto degli Almoravidi, come riporta lo storico Rafael Altamira; al-Muʿtamid di Siviglia si recò a Marrakech dal califfo, Yūsuf ibn Tāshfīn. 

Gli Almoravidi si resero conto della debolezza che avevano i Regni di Taifa per le loro continue dispute interne, e Yūsuf ibn Tāshfīn conquistò tutti i Regni di Taifa. inclusa Murcia, nel 1091; in quegli anni, Alfonso VI di León, aveva conquistato il castello di Aledo, che dominava la Murcia e quindi aveva ottenuto la sottomissione di tutti i regni di Taifa della zona, per cui Yūsuf ibn Tāshfīn fu costretto ad assediarlo per tre volte, quasi distruggendolo, per cui Alfonso VI dovette abbandonarlo.
Quando l'Impero degli almoravidi perdette vigore, secondo la Muslim Spain and Portugal: A Political History of al-Andalus, nel 1147, si erse a difensore di tutto il Levante di al-Andalus, Muhammad ibn Mardanish, figlio del governatore di Fraga Saʿd ibn Mardanīsh (discendente da una famiglia cristiana di nome Martinez).

Secondo la Histoire des Berbères et des dynasties musulmanes de l'Afrique, Volume 2, nel 1164, Mardanish, che i Cristiani chiamavano re Lupo aveva conquistato Carmona e assediato Jaén, obbligando il califfo almohade, Abu Ya'qub Yusuf I a ritornare in al-Andalus, mentre l'anno dopo dovette inviare truppe a difendere Granada, sotto attacco di Mardanish, che fu sconfitto e dovette rifugiarsi a Murcia.

Secondo gli Annales Toledanos il re lupo conquistò Toledo (Entrò el rey Lop in Toledo).

Nel 1170, Mardanish fu abbandonato dal suo più stretto alleato, il suocero, Ibn Hamushk, che non gli perdonava l'abbandono della figlia, e che alleatosi agli almohadi, nel 1071, guidò le truppe contro il ribelle, Mardanish, che fu sconfitto e costretto a rinchiudersi in Murcia; quando l'anno dopo era sul pinto di morte, chiamò i figli intorno a sé e li convinse ad arrendersi alla superiorità degli avversari.

Mardanish morì il 2 marzo 1072 ed il figlio, Hilal si arrese e fu inviato a Siviglia dal califfo Abu Ya'qub Yusuf I, che gli diede in moglie una sua figlia; anche gli Annales Toledanos riportano la morte del re lupo (Muriò el Rey D. Lop).
Quando l'Impero almohade perdette vigore, dopo la sconfitta subita a Las Navas de Tolosa vi fu un terzo periodo di espansione dei regni di taifa e a Murcia, come riporta La web de las biografias, Ben Hut dei Banu Hud, prese il titolo di emiro e dal 1228, come riporta la The History Of The Mohammedan Dynasties In Spain Vol II, oltre che fare incursioni nei territori cristiani, allargò i suoi domini su Granada, Malaga, Almeria, Cordova, Jaen e altre città.

Ben Hut fu assassinato soffocato nella notte con un cuscino il 12 dicembre 1237.

Circa un anno dopo la morte di Ben Hut, ad Alicante, Murcia elesse emiro un nipote di Mardanish e poco dopo un figlio di Ben Hut.

Nel 1243, Murcia accettò il protettorato dei re cristiani per difendersi da Muhammad ibn Nasr, emiro di Granada e nel 1254 fu occupata dai Cristiani e nel 1266 divenne parte della corona di Castiglia, come regno di Murcia.

### Fonti primarie
- (FR)  Histoire des Almohades / d'Abd el- Wâh'id Merrâkechi
- (EN)  The History Of The Mohammedan Dynasties In Spain Vol II
- (EN)  Muslim Spain and Portugal: A Political History of al-Andalus
- (EN)  Ibn Khallikan's Biographical dictionary, 3
- (FR)  Histoire des Berbères et des dynasties musulmanes de l'Afrique, Volume 2
- (LA)  (ES)  España sagrada. Theatro geographico-historico de la iglesia de España (2ª ed.) / . Tomo XXIII

### Letteratura storiografica
- Rafael Altamira, "Il califfato occidentale", in: «Storia del mondo medievale», Cambridge History of Middle Age, vol. II, 1999, pp. 477–515.]
- Rafael Altamira, La Spagna (1031-1248), in "Storia del mondo medievale", vol. V, 1999, pp. 865–896
- La recomquista
- (EN)  Historia de la Región de Murcia Edad Media